# Herb Elliott

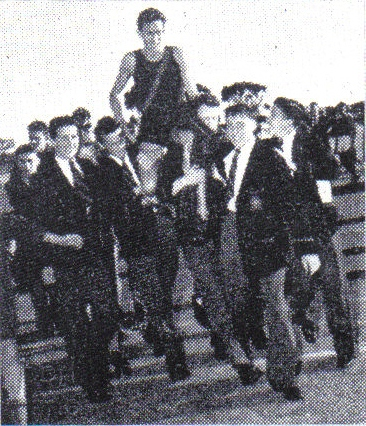
Herb Elliott wird 1954 nach einem Sieg auf den Schultern getragen.

Herbert Elliott AC, MBE (* 25. Februar 1938 in Perth, Australien) ist ein ehemaliger australischer Leichtathlet (Mittelstreckenläufer), der bei den Olympischen Spielen 1960 in Rom Gold über 1500 Meter mit neuer Weltrekordzeit von 3:35,6 min gewann.

## Leben
Elliott war ein Schüler von Percy Cerutty. Dieser führte ungewöhnliche Trainingsmethoden ein. Eine Spezialität von Cerutty waren Sanddünenläufe. Durch Blocktraining gelangen es Cerutty und Elliot die gewünschten Zeiten jeweils bei den wichtigen Rennen zu erzielen, obwohl die australische Saison (südliche Halbkugel) dem eigentlich entgegenspricht.
Die Spezialstrecken von Elliott waren die 1500 Meter und die Meile. Während seiner Karriere verlor er nur ein Rennen über die 1500-Meter-Distanz. Er stellte am 6. August 1958 einen neuen Weltrekord über die Meile in 3:54,5 min auf. Am 28. August des gleichen Jahres brach er in 3:36,0 min in Göteborg ebenfalls den Rekord über die 1500-Meter-Strecke. Bei den Commonwealth Games (damals Empire Games) 1958 in Cardiff (Wales) gewann Elliott die 880 Yards in 1:49 min und die Meile in 3:59 min. Im gleichen Jahr wurde er mit der Sportler des Jahres-Auszeichnung von Associated Press geehrt.
1960 war Elliott wieder in Topform und kündigte bereits vor den Olympischen Spielen an: Wer mich schlagen will, muss Weltrekord laufen! Er gewann schließlich das Rennen über 1500 Meter am 6. September 1960 in Rom mit neuer Weltrekordzeit von 3:35,6 min.
Im Mai 1961 trat Elliott vom aktiven Leistungssport zurück, studierte an der Universität in Cambridge.
Ab Mai 2005 war er Vizepräsident der Fortescue Metals Group, der fünftgrößten Eisenminengesellschaft der Welt, ab März 2007 stand er dem Aufsichtsrat vor.
Vorher arbeitete er für den Sportartikelhersteller Puma und war dort schließlich Hauptgeschäftsführer (Chief Executive) für den nordamerikanischen Markt. An der Organisation der Olympischen Spiele 2000 in Sydney war Elliott maßgeblich für das Australische Olympische Komitee (AOC) beteiligt. Zudem war er Schlussläufer des olympischen Fackelstaffellaufes.